# Viktoria Schnaderbeck
Viktoria „Viki“ Sophie Schnaderbeck (* 4. Jänner 1991 in Graz) ist eine ehemalige österreichische Fußballspielerin. Ab 2007 spielte sie für die österreichische Fußballnationalmannschaft und agierte neun Jahre lang als Kapitänin der Nationalelf.
Schnaderbeck verbrachte elf Jahre ihrer Spielerkarriere beim FC Bayern München, mit dem sie zweimal deutscher Meister wurde. 2018 erfolgte der Wechsel zu Arsenal, für den sie 23 Ligaeinsätze absolvierte. In der Saison 2018/19 gewann sie mit Arsenal die englische Meisterschaft. Im Jänner 2022 wechselte sie als Leihspielerin zu Tottenham Hotspur.
Im August 2022 erklärte sie das Ende ihrer aktiven Karriere. Seitdem arbeitet sie als Spielerberaterin und TV-Expertin im ORF.

## Karriere

### Vereine

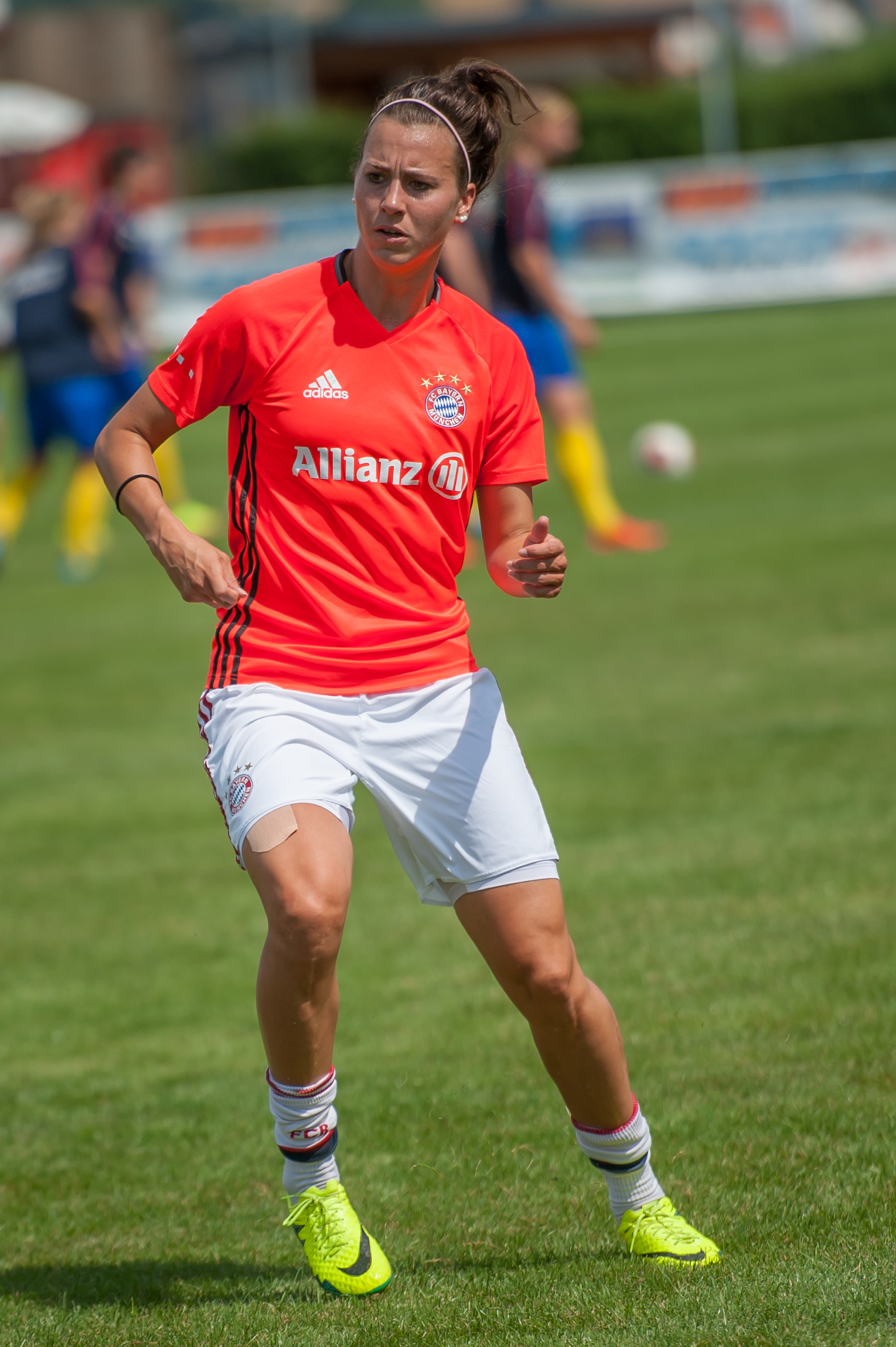
Schnaderbeck als Bayern-Spielerin (Juli 2016)

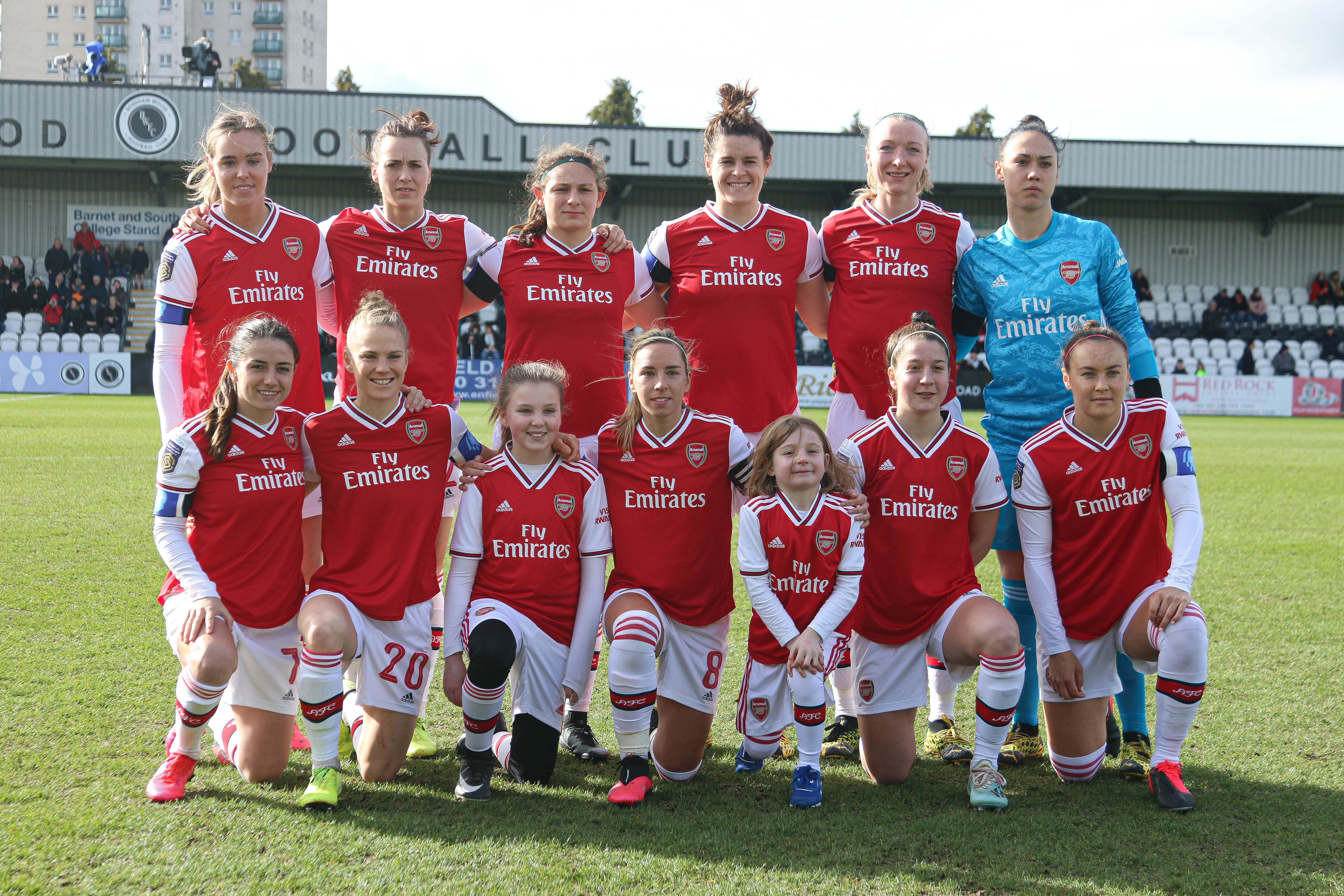
Schnaderbeck in der Startelf in einem WSL-Spiel für die Gunners (Februar 2020)

Schnaderbeck begann siebenjährig in Kirchberg an der Raab beim ortsansässigen TSV Kirchberg/Raab mit dem Fußballspielen, absolvierte zwischenzeitlich zwei Jahre im LAZ Weiz, dem Landesausbildungszentrum, ein Jahr in der GAK-Akademie und eine Saison in der Frauen-Fußballabteilung beim Lehrlingsunterstützungsverein Graz. 2007 wurde sie vom FC Bayern München verpflichtet und spielte zunächst für dessen zweite Mannschaft in der Regionalliga Süd. Ihr Debüt gab sie am 14. Oktober 2007 (5. Spieltag) beim 2:0-Heimsieg über den TSV Schwaben Augsburg. Am 18. April 2010 (19. Spieltag) – mit der zweiten Mannschaft inzwischen aufgestiegen – absolvierte sie ihr einziges Zweitligaspiel bei der 0:4-Heimniederlage gegen Bayer 04 Leverkusen; zwei Stunden zuvor saß sie bereits auf der Ersatzbank der ersten Mannschaft, die mit 2:1 gegen den SC Freiburg gewann.
Ihr Bundesligadebüt gab sie am 1. Spieltag der Saison 2010/11 mit der Einwechslung in der 58. Minute für Nadine Prohaska beim 2:0-Sieg im Auswärtsspiel beim Herforder SV. Am 4. November 2012 (8. Spieltag) beim 4:0-Sieg im Auswärtsspiel gegen den VfL Sindelfingen gelang ihr mit dem Treffer zum zwischenzeitlichen 3:0 in der 66. Minute auch ihr erstes Bundesligator. Beim 1:0-Sieg im Heimspiel gegen den SC Freiburg, am 18. Oktober 2015 (6. Spieltag), bestritt sie ihr 100. Bundesligaspiel für den FC Bayern München.
Am 24. Mai 2018 gab sie ihren Wechsel zum englischen Erstligisten Arsenal WFC zur Saison 2018/19 bekannt. In ihrer ersten Saison, die mit dem Meistertitel abgeschlossen wurde, kam sie auf fünf Einsätze in der FA Women’s Super League 2018/19. In der aufgrund der COVID-19-Pandemie vorzeitig beendeten Saison 2019/20 kam sie zu zehn Einsätzen in der Liga. In der UEFA Women’s Champions League 2019/20 wurde sie in zwei Sechzehntel- und einem Achtelfinalspiel vor der Corona-Pause und im Viertelfinale nach der Pause eingesetzt. Das Viertelfinale gegen Paris Saint-Germain wurde dann aber mit 1:2 verloren.
Im Jänner 2022 wurde Schnaderbeck bis Saisonende an Tottenham Hotspur ausgeliehen.

### Nationalmannschaft
Nachdem Schnaderbeck 2006 für die U-19-Nationalmannschaft zum Einsatz gekommen war, gelang ihr 2007 der Aufstieg in die A-Nationalmannschaft. In dieser debütierte sie am 5. Mai 2007 bei der 0:1-Niederlage im ersten Qualifikationsspiel für die Europameisterschaft 2009 gegen die Auswahl Polens in Freistadt. Bei dem am 2. Juni 2013 in Radlje ob Dravi mit 3:1 gewonnenen Test-Länderspiel gegen die Auswahl Sloweniens führte sie die A-Nationalmannschaft erstmals als Kapitän aufs Feld. Ihr erstes Länderspieltor erzielte sie am 18. Juni 2013 in Tallaght beim 2:2-Unentschieden gegen die Auswahl Irlands mit dem Treffer zum 1:0 in der 22. Minute.

Erstmals erreichte sie mit der A-Nationalmannschaft in der Qualifikation für die Europameisterschaft 2013 als Gruppen-Zweiter die Ausscheidungsspiele um die Teilnahme an der Endrunde, scheiterte jedoch an der Auswahlmannschaft Russlands, da das Hinspielergebnis von 0:2 im Rückspiel mit 1:1 nicht mehr reichte.

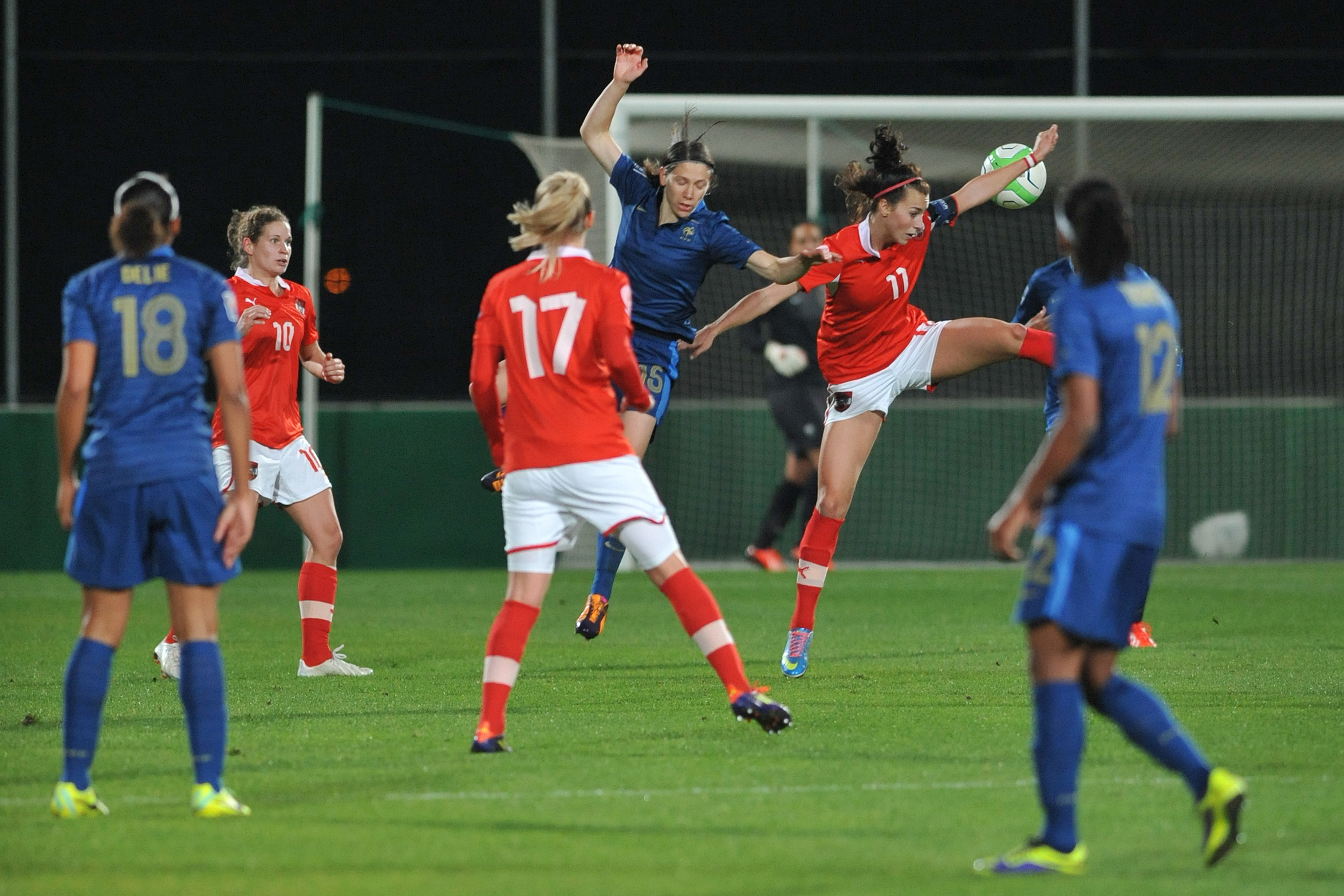
Viktoria Schnaderbeck (2. v. r.) in einer Spielszene im Länderspiel gegen Frankreich am 31. Oktober 2013

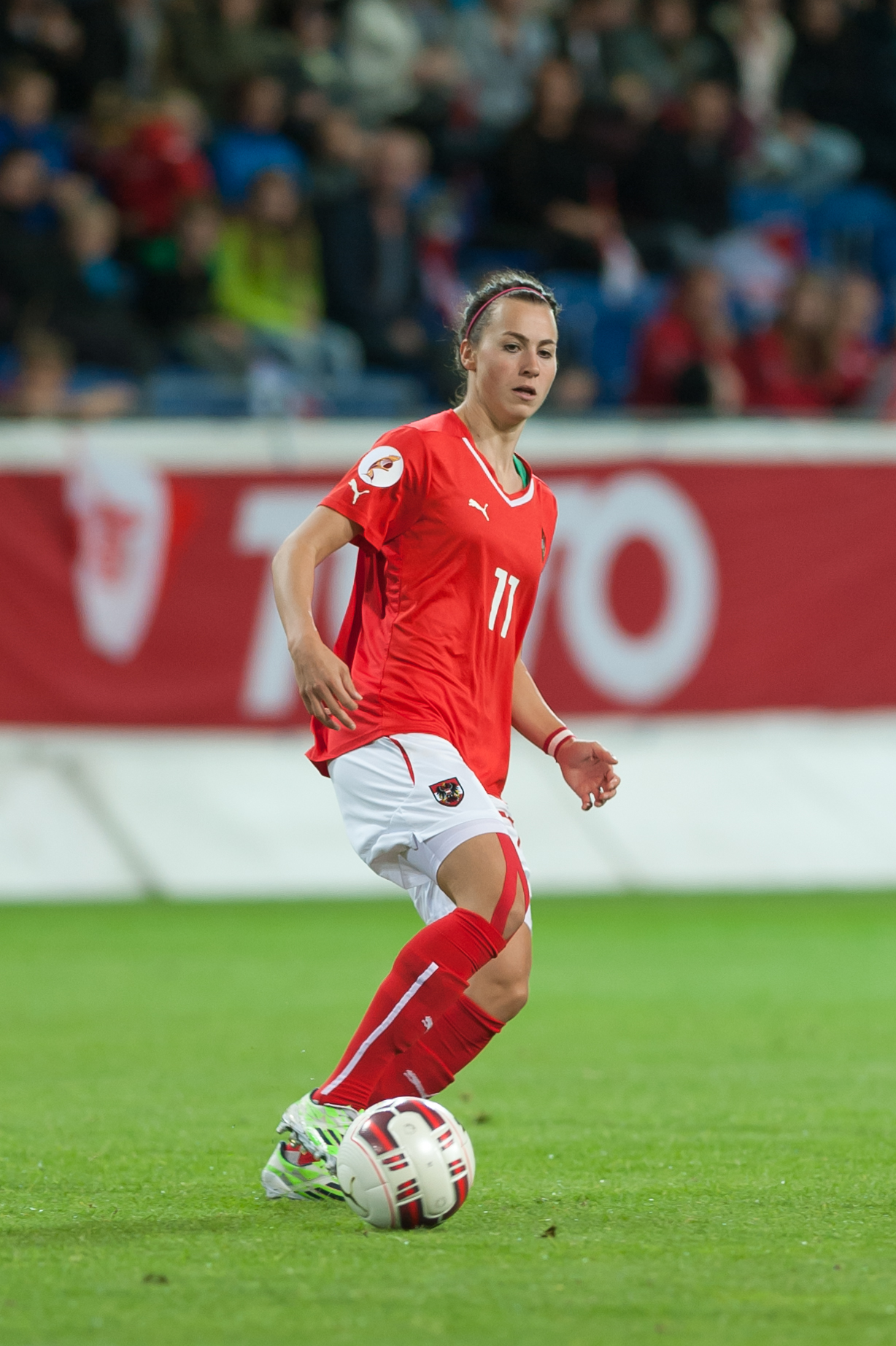
Im Einsatz für den ÖFB (September 2015)

Vier Jahre später schloss sie mit der Mannschaft die Gruppe 8 der 2. Qualifikationsrunde für die Europameisterschaft 2017 als Zweitplatzierter hinter Norwegen ab und qualifizierte sich erstmals für ein bedeutsames Turnier, nachdem man ein Jahr zuvor als Erstteilnehmer das Turnier um den Zypern-Cup gewann. Die Mannschaft erreichte bei der Europameisterschaft 2017 das Semifinale, wo sie im Elfmeterschießen nach torlosen 120 Minuten an Dänemark scheiterten. Schnaderbeck wurde in allen fünf Spielen eingesetzt. In der Qualifikation für die WM 2019 hatte sie vier Einsätze. Die Österreicherinnen wurden hinter Spanien Gruppenzweite, verpassten als schlechteste Gruppenzweite aber die Playoffs um den letzten WM-Startplatz.
Nach der EM 2022 gab Schnaderbeck am 10. August 2022 das Ende ihrer Spielerkarriere bekannt.

## Beraterin
Nach ihrem Karriereende gründete Schnaderbeck eine eigene Berater- und Marketingagentur, mit der sie Spitzensportler betreut und insbesondere für das Leben nach der Sportlerlaufbahn vorbereitet. Darunter zählen unter anderem die Fußballspielerinnen Lina Magull und Manuela Zinsberger, Fußballtorwart Alexander Schlager, sowie Rollstuhl-Tennisspieler Nico Langmann und Eisschnellläuferin Vanessa Herzog.
2025 wurde sie Mitglied im Sportbeirat im Bundesministerium für Wohnen, Kunst, Kultur, Medien und Sport unter dem Vorsitz von Staatssekretärin Michaela Schmidt.

## Erfolge
mit der Nationalmannschaft
- Halbfinalist der Europameisterschaft 2017
- Zypern-Cup-Sieger 2016

mit dem Arsenal WFC
- Englischer Meister 2019

mit dem FC Bayern München
- Deutscher Meister 2015, 2016
- DFB-Pokal-Sieger 2012
- Bundesliga-Cup-Sieger 2011
- Regionalligameister Süd 2009 und Aufstieg in die 2. Bundesliga
- Bayerischer Hallenmeister 2008

mit dem LUV Graz
- Zweiter der Österreichischen Meisterschaft 2007
- ÖFB-Pokal-Finalist 2007

## Auszeichnungen
- 2017: Österreichische Sportlerin des Jahres 2017 als Spielerin der Nationalmannschaft bei der EM
- 2023: Josef-Krainer-Heimatpreis[17]

## Sonstiges
Schnaderbeck ist die Cousine des Fußballspielers Sebastian Prödl (* 1987). Ihr Bruder David (* 1992) war zeitweise Fußballprofi beim SK Sturm Graz, ihre Cousine Paula Kicker (* 1999) spielt in der steirischen Frauenlandesliga.
Im Dezember 2019 outete sich Viktoria Schnaderbeck als erste österreichische Fußballspielerin als homosexuell. Im Juni 2023 heiratete sie ihre Lebensgefährtin Anna. Im März 2024 kam Tochter Emilie auf die Welt.
Während der ORF-Berichterstattung zur Weltmeisterschaft 2023 der Frauen agierte Schnaderback zusammen mit Lisa Makas und Elisabeth Tieber als Expertin.  Im November 2023 analysierte sie an der Seite von Herbert Prohaska das Freundschaftsspiel der Herren zwischen Österreich und Deutschland. Für die ORF-Austragung der Europameisterschaft 2024 der Herren ist sie erneut Bestandteil der TV-Experten.
Schnaderbeck hat einen Bachelorabschluss in Sportmanagement sowie einen Master in Wirtschaftspsychologie. Sie wohnt mit Frau Anna in ihrer Heimatgemeinde Kirchberg an der Raab.